# Герус Лонгин Федорович
Лонгин Федорович Герус (варіанти імені Логгін або Логвін) (1876, Бутурлінівка Бобровського повіту Воронезької губернії — ?, після 1950) — вчитель, депутат Державної думи II скликання від Кубанської області та Чорноморської губернії.

## Біографія
Православний, українець, народився в 1876 році в селі Бутурлінівка Бобровського повіту Воронезької губернії. Батько — Федір Іванович Герус (?-1921) . Випускник учительської семінарії у Воронежі. Служив народним учителем, одночасно співпрацював із низкою провінційних газет. З 1904 року член РСДРП. Під час революції 1905 року голова страйкового комітету. У грудні 1905 року заарештований за звинуваченням у підготовці збройного виступу. За спогадами дочки, був звільнений у зв'язку з обранням Думу.
6 лютого 1907 обраний до Державної думи II скликання від з'їзду уповноважених від некозачого населення Кубанської області. Увійшов до складу соціально-демократичної фракції, належав до її меншовицького крила. Був у бюджетній та аграрній думських комісіях. Брав участь у думських дебатах щодо законопроектів: «Про відміну військово-польових судів», «Про амністію», «Про відміну смертної кари».
5 травня 1907 року Герус, перебуваючи у квартирі депутата Озола, прийняв від представників військового комітету Петербурзької організації соціал-демократів «Наказ частин військ Санкт-Петербурзького гарнізону членам Державної Думи», обговорював із нею становище у військах, можливу реакцію розпуск Думи. Менше, ніж за годину , порушуючи депутатську недоторканність, поліція провела у квартирі Озола обшук. Геруса було включено до списку 16 депутатів, арешту яких вимагав уряд напередодні розгону Думи. За версією уряду, він був одним із найголовніших «змовників»(див. третьочервневий переворот).
Уникнути арешту Геруса, як, мабуть, і деяких інших членів соціал-демократичної фракції Думи, допоміг письменник Леонід Андрєєв. Він забезпечив його грошима та паспортом і допоміг влаштуватися у Фінляндії. 30 (17) червня 1907 року російський уряд наполягав на видачі Фінляндією «Озоля, Салтикова, Алексінського та Геруса, що проживають в одному з готелів у Теріоках». 
Герус разом із сім'єю зміг емігрувати до США. Жив у Нью-Йорку, де разом із іншими російськими соціал-демократами редагував невеликий журнал. Потім переїхав до Чикаго. Працював на заводі, брав участь в американському робітничому русі. 1912 року в Чикаго у нього народився син. Потім він із родиною переїхав до Солт-Лейк-Сіті, займався фермерством .
1917 року повернувся до Росії через Владивосток, там деякий час працював у Раді. Потім переїхав до Вороніжа, де також працював у Раді, і був одним із лідерів місцевих меншовиків. З осені 1917 року жив у Новочеркаську, де був членом продовольчого комітету. Балотувався до Установчих зборів від Донської області за списком меншовиків , але обраний не був.
У жовтні 1922 року призначається представником Держторгу РРФСР у фірмі «Аркос 43». Працював за кордоном повпредом та торгпредом СРСР у Туреччині (в Антеї 1922—1923), Англії, США, Канаді. З листопада 1926 по 1929 — генеральний консул СРСР в Монреалі. У 1936 році за порадою наркома із закордонних справ СРСР Литвинова різко змінив характер діяльності і поїхав працювати вчителем до школи в Ростові-на-Дону. Потім переїхав до Москви, працював у видавництві. Перед війною овдовів. Під час війни в евакуації в Ташкенті разом із засланою туди родиною дочки.
Після війни повернувся до Москви. За словами Ф.Бурлацького, який спілкувався з ним у 1950 році, Герус викладав англійську мову. Як пише Бурлацький: «Дома у нього [Геруса] була ціла бібліотека заборонених книг та стенограм партійних з'їздів». На думку Бурлацького, читання цієї літератури вплинуло на нього, зробивши його «переконаним антисталіністом» .

## Родина
- Дружина — Клавдія Олексіївна уроджена Апостолова (?-1941) [14] .
  - Дочка — Галина (1906-1991) одружена з композитором і диригентом О.Ф. Козловським, мемуаристка.
  - Син — Валеріан (1912, Чикаго - 1992), інженер в галузі електронної оптики, засновник та директор інституту «Платан» з радіолокаційних та інформаційних приладів у Фрязіно[3][15][16].
- Сетра — Олена Федорівна Патока, уроджена Герус, одружена з Яковом Патокою[4].
- Брат — Василь Федорович Герус[4].

## Праці
- Герус Л. «Тернії без троянд» (Солдати та Державна дума. З особистих спогадів). - «Робоча Справа» (Ростов-на-Дону) 1917 № 150.
- Герус Л. Ф. Соціалістична реконструкція міст. Москва: Радянське законодавство: 1931

### Рекомендовані джерела
- Лавигін Б. 1917 рік у Воронезькій губернії.
- Державна Дума. Стенографічні звіти. 2-й скликання. I-II. П., 1907.
- Лондонський з'їзд РСДРП (протоколи), 451.
- Зінов'єв Г. Твори, I.
- Войтинський В. Роки перемог та поразок, II, 199 сл. (СР його статтю в сб-ці «Літопис Революції» I, 1923, Берлін).
- Янчевський Н. Громадянська боротьба на Північному Кавказі, І, 77, 85.
- Ахун М., Петров В. Більшовики та армія.
- Самойленка Є. У царській казармі (Серед козаків Чорномор'я).
- Урядове повідомлення. // Право. 1907 № 49, 3177-3186 .
- Обвинувальний акт у справі с.-д. фракції 2-ї Держ. Думи. // Колишнє (Берлін) XIV, 1912, 141, 146, 161, 162, 167.
- Дейч Л. Росіяни у Сполучених Штатах. // Живе Життя. 1913 № 1.
- Список кандидатів до Виконавчого комітету від блоку військових частин та Центрального бюро професійних спілок. // Вісті Ради робочих і солдатських депутатів, (Владивосток) 1917 № 48.
- Дейч Л. В Америці до та під час війни. Зустрічі, знайомства, враження. // Сучасний світ. 1917, VII-IX, 163.
- Валк С. До історії арешту та суду над с.-д. фракцією II Держ. Думи. // Червоний Архів. 1926, ІІІ (16), 76, 82, 84 ().
- Розгін II Держ. Думи. З передисл. І. Татарова // Червоний Архів, 1930, VI (43), 73().
- Російський державний історичний архів. Фонд 1278. Опис 1 (2-й скликання). Справа 99; Справа 570. Аркуш 7.